# Вероніка щебрушколиста
Вероніка щебрушколиста (Veronica acinifolia) — багаторічна трав'яна рослина, вид роду вероніка (Veronica) родини подорожникові (Plantaginaceae).

## Ботанічний опис
Коріння тонке, коротке. Стебла висотою 8—20 (до 25) см, залозисто-ворсисті, прості або гіллясті, бічні висхідні, решта прямі.
Листки цілісні, більш-менш запушені залозистими волосками або голі, нижні з коротким черешком, верхні сидячі, яйцеподібні або майже округлі, завдовжки 6—10 мм, шириною 3—6 мм, на верхівці тупі або виїмчаті, при основі округлі або короткі клиноподібні. Верхні — поступово переходять у листоподібні, еліптичні або довгасто-ланцетні приквітки, цілокраї або зубчасті.
Суцвіття — волоть; квітконіжки тонкі, рівні або вдвічі довші від приквіток, прямі або трохи вигнуті, залозисті. Чашечка дещо коротша від коробочки, частки чашечки довгасті до широко ланцетоподібних, тупуваті, розсіяно залозисті; Віночок більший від чашечки, інтенсивно блакитний, з темними прожилками, у зіві жовтуватий, з широкою, округлониркоподібною верхньої лопаттю, двома бічними округлояйцеподібними та однієї нижньої гоструватою, довгастою, найменшою лопаттю.
Плід — коробочка, по ширині (4—6 мм) перевищує довжину, залозиста, сплюснута, перевищує чашечку, майже до середини дволопатева, з округлими лопатями, що розходяться під гострим кутом, з вузькою гострою виїмкою. Насіння по 7—8 у гнізді, плоскі, овальні, завдовжки близько 0,5 мм, гладкі.

## Поширення
Вид поширений у Європі, Передній та Середній Азії. В Україні зустрічається у Закарпатті та у Криму. Росте на відкритих місцинах, бур'ян.